# 남자 1600m 이어달리기 세계 기록 추이
국제 아마추어 육상 경기 연맹(현 국제 육상 경기 연맹이 남자 1600m 이어달리기 세계 기록을 공인하기 시작한 것은 1912년부터이다. 이 종목 첫 세계 기록은 연맹이 창립되기 한 해 전인 1911년에 세워진 것이다.

## 기록 목록
| # | 기록                 | 차이     | 선수                                                    | 나라     | 날짜         | 대회명                             | 개최지              | 경기장                        | 주석 및 기타 | 동영상 |
|   | 3분 18초 2 (y)       |          | Irish-American AC                                       | 미국     | 1911. 09. 04 |                                    | 미국 뉴욕 시        |                               | [ 1 ]        |        |
|   | 3분 16초 6           |          | United States                                           | 미국     | 1912. 06. 15 |                                    | 스웨덴 스톡홀름     |                               | [ 1 ]        |        |
|   | 3분 16초 0           |          | United States                                           | 미국     | 1924. 07. 13 |                                    | 프랑스 파리         |                               | [ 1 ]        |        |
|   | 3분 14초 2           |          | 미국                                                    | 미국     | 1928. 8. 5   |                                    | 네덜란드 암스테르담 |                               | [ 1 ]        |        |
|   | 3분 13초 4 y         |          | United States                                           | 미국     | 1928. 08. 11 |                                    | 영국 런던           |                               | [ 1 ]        |        |
|   | 3분 12초 6 (y)       |          | 스탠퍼드 대학교                                         | 미국     | 1931. 5. 8   |                                    | 미국 프레스노       |                               | [ 1 ]        |        |
|   | 3분 08초 2 (3:08.14) |          | United States                                           | 미국     | 1932. 08. 07 |                                    | 미국 로스앤젤레스   |                               | [ 1 ]        |        |
|   | 3분 03초 9 (3:04.04) |          | Les Laing 허브 매켄리 조지 로든 아서 윈트               | 자메이카 | 1952. 07. 27 | 제15회 하계 올림픽                 | 핀란드 헬싱키       | [ 1 ]                         |              |        |
|   | 3분 02초 2 (3:02.37) | - 0.7초  | 잭 여먼 얼 영 글렌 데이비스 오티스 데이비스             | 미국     | 1960. 09. 08 | 제17회 하계 올림픽                 | 이탈리아 로마       | 올림픽 경기장                 | [ 1 ]        |        |
|   | 3분 00초 7           | - 1.5초  | Ollan Cassell 마이크 래러비 Ulis Williams 헨리 카       | 미국     | 1964. 10. 21 | 제18회 하계 올림픽                 | 일본 도쿄           | 국립 가스미가오카 육상 경기장 | [ 1 ]        |        |
|   | 2분 59초 6           | - 1.1초  | 로버트 프레이 리 에번스 토미 스미ㅡ Theron Lewis        | 미국     | 1966. 07. 24 | 로스앤젤레스 타임스 국제 육상 대회 | 미국 로스앤젤레스   |                               | [ 1 ] [ 2 ]  |        |
|   | 2분 56초 2 (2:56.16) | - 0.4초  | 빈센트 매슈스 론 프리먼 래리 제임스 리 에번스           | 미국     | 1968. 10. 20 | 제19회 하계 올림픽                 | 멕시코 멕시코 시    |                               | [ 1 ] [ 3 ]  |        |
| = | 2분 56초 16          |          | 대니 에버렛 스티브 루이스 Kevin Robinzine 부치 레이놀즈 | 미국     | 1988. 10. 1  | 제24회 하계 올림픽                 | 대한민국 서울       | [ 1 ]                         |              |        |
|   | 2분 55초 74          | - 0.42초 | 앤드루 밸먼 퀸시 와츠 마이클 존슨 스티브 루이스         | 미국     | 1992. 08. 08 | 제25회 하계 올림픽                 | 스페인 바르셀로나   | [ 1 ]                         |              |        |
|   | 2분 54초 29          | - 1.45초 | Andrew Valmon Quincy Watts Butch Reynolds 마이클 존슨   | 미국     | 1993. 08. 22 | 제4회 세계 육상 선수권 대회        | 독일 슈투트가르트   | 고틀리프 다임러 경기장        | [ 1 ]        |        |

## 더 읽어보기
- 남자 1600m 이어달리기 대한민국 기록 추이
- 여자 1600m 이어달리기 세계 기록 추이
- 여자 1600m 이어달리기 대한민국 기록 추이